# Archanara wiltshirei
Archanara wiltshirei là một loài bướm đêm trong họ Noctuidae.